# Atsumi-Linie
| Triebzug der Baureihe 1800 auf der Atsumi-Linie |                   |                              |                        |
| Streckenlänge: | 18,0 km           |                              |                        |
| Spurweite: | 1067 mm (Kapspur) |                              |                        |
| Stromsystem: | 1500 V =          |                              |                        |
| Maximale Neigung: | 30 ‰              |                              |                        |
| Minimaler Radius: | 160 m             |                              |                        |
| Streckengeschwindigkeit: | 85 km/h           |                              |                        |
| Zweigleisigkeit: | nein              |                              |                        |
| |                   |                              |                        |
| Gesellschaft: | Toyohashi Tetsudō |                              |                        |
| \| \| \| ↑ Meitetsu Nagoya-Hauptlinie \| 1927– \| \| \| \| Toyohashi (豊橋) \| \| \| \| 0,0 \| Shin-Toyohashi (新豊橋) \| 1924– \| \| \| 0,4 \| Hanada (花田) \| 1925–1966 \| \| \| \| \| \| \| \| 0,7 \| Ausweiche Hanada \| 1925– \| \| \| 1,0 \| Yagyubashi (柳生橋) \| 1925– \| \| \| \| Yagyu-gawa \| \| \| \| \| → Tōkaidō-Hauptlinie \| 1888– \| \| \| \| → Tōkaidō-Shinkansen \| 1964– \| \| \| \| \| \| \| \| \| Koike (小池) \| 1925–1940 \| \| \| 1,7 \| Koike (小池) \| 1940– \| \| \| \| \| \| \| \| \| Koike-Tunnel \| \| \| \| 2,3 \| Shidanguchi (師団口) \| 1924–1930 \| \| \| 2,5 \| Aichidaigaku-mae \| Aichidaigaku-mae \| \| \| \| (愛知大学前) \| 1968– \| \| \| 2,9 \| Shireibu-mae (司令部前) \| 1924–1930 \| \| \| \| Waffenfabrik Toyohashi \| \| \| \| \| Heikishō-mae (兵器廠前) \| 1924–1930 \| \| \| 3,1 \| Machihata (町畑) \| 1930–1944 \| \| \| 3,2 \| Minami-Sakae (南栄) \| 1940– \| \| \| 3,5 \| Soraike (空池) \| –1944 \| \| \| \| \| \| \| \| \| Unitika Ltd. \| \| \| \| 4,3 \| Takashi (高師) \| 1924– \| \| \| 5,3 \| Ashihara (芦原) \| 1924– \| \| \| \| Umeda-gawa \| \| \| \| 6,3 \| Ueta (芦原) \| 1924– \| \| \| 7,1 \| Mukagaoka (向ヶ丘) \| 1959– \| \| \| 8,5 \| Ōshimizu (大清水) \| 1924– \| \| \| \| Spinnerei Toyohashi \| \| \| \| 10,7 \| Oitsu (老津) \| 1924– \| \| \| \| Kamita-gawa \| \| \| \| 12,7 \| Sugiyama (杉山) \| 1924– \| \| \| 14,0 \| Yagumadai (やぐま台) \| 1924– \| \| \| 15,6 \| Toshima (豊島) \| 1924– \| \| \| 16,7 \| Tenpaku (天白) \| Tenpaku (天白) \| \| \| \| Taiheiyo Cement \| \| \| \| 17,1 \| Kanbe (神戸) \| 1989– \| \| \| 17,6 \| Kanbe (神戸) \| 1940– \| \| \| \| Shio-kawa \| \| \| \| 18,0 \| Mikawa-Tahara (三河田原) \| 1926– \| \| \| 19,4 \| Kaji (加治) \| 1926–1944 \| \| \| 20,8 \| Kurokawabara (黒川原) \| 1926–1944 \| |                   |                              |                        |
| Strecke |                   | ↑ Meitetsu Nagoya-Hauptlinie | 1927–                  |
| |                   | Toyohashi (豊橋)             |                        |
| Strecke · Strecke · Kopfbahnhof Streckenanfang | 0,0               | Shin-Toyohashi (新豊橋)      | 1924–                  |
| Strecke · Strecke · ehemaliger Haltepunkt / Haltestelle | 0,4               | Hanada (花田)                | 1925–1966              |
| Strecke |                   |                              |                        |
| Strecke · Strecke · Blockstelle | 0,7               | Ausweiche Hanada             | 1925–                  |
| Strecke · Strecke · Haltepunkt / Haltestelle | 1,0               | Yagyubashi (柳生橋)          | 1925–                  |
| Brücke über Wasserlauf · Brücke über Wasserlauf · Brücke über Wasserlauf |                   | Yagyu-gawa                   | Yagyu-gawa             |
| Strecke · Strecke nach links · Kreuzung geradeaus oben |                   | → Tōkaidō-Hauptlinie         | 1888–                  |
| Strecke nach links · Strecke quer · Kreuzung geradeaus oben |                   | → Tōkaidō-Shinkansen         | 1964–                  |
| |                   |                              |                        |
| ehemaliger Haltepunkt / Haltestelle |                   | Koike (小池)                 | 1925–1940              |
| Bahnhof | 1,7               | Koike (小池)                 | 1940–                  |
| |                   |                              |                        |
| Strecke (außer Betrieb) · Tunnel |                   | Koike-Tunnel                 | Koike-Tunnel           |
| Haltepunkt / Haltestelle (Strecke außer Betrieb) · Strecke | 2,3               | Shidanguchi (師団口)         | 1924–1930              |
| Strecke (außer Betrieb) · Haltepunkt / Haltestelle | 2,5               | Aichidaigaku-mae             | Aichidaigaku-mae       |
| Strecke (außer Betrieb) · Strecke |                   | (愛知大学前)                 | 1968–                  |
| Haltepunkt / Haltestelle (Strecke außer Betrieb) · Strecke | 2,9               | Shireibu-mae (司令部前)      | 1924–1930              |
| Strecke (außer Betrieb) · Strecke · Betriebsstelle Streckenanfang (Strecke außer Betrieb) |                   | Waffenfabrik Toyohashi       | Waffenfabrik Toyohashi |
| Haltepunkt / Haltestelle (Strecke außer Betrieb) |                   | Heikishō-mae (兵器廠前)      | 1924–1930              |
| Strecke (außer Betrieb) · ehemaliger Haltepunkt / Haltestelle | 3,1               | Machihata (町畑)             | 1930–1944              |
| Strecke (außer Betrieb) · Haltepunkt / Haltestelle | 3,2               | Minami-Sakae (南栄)          | 1940–                  |
| Haltepunkt / Haltestelle (Strecke außer Betrieb) · ehemaliger Haltepunkt / Haltestelle | 3,5               | Soraike (空池)               | –1944                  |
| |                   |                              |                        |
| Abzweig geradeaus und ehemals von links · Betriebsstelle Streckenende und quer (Strecke außer Betrieb) |                   | Unitika Ltd.                 | Unitika Ltd.           |
| Bahnhof | 4,3               | Takashi (高師)               | 1924–                  |
| Bahnhof | 5,3               | Ashihara (芦原)              | 1924–                  |
| Brücke über Wasserlauf |                   | Umeda-gawa                   | Umeda-gawa             |
| Bahnhof | 6,3               | Ueta (芦原)                  | 1924–                  |
| Haltepunkt / Haltestelle | 7,1               | Mukagaoka (向ヶ丘)           | 1959–                  |
| Bahnhof | 8,5               | Ōshimizu (大清水)            | 1924–                  |
| Betriebsstelle Streckenanfang und quer (Strecke außer Betrieb) · Abzweig geradeaus und ehemals von rechts |                   | Spinnerei Toyohashi          | Spinnerei Toyohashi    |
| Bahnhof | 10,7              | Oitsu (老津)                 | 1924–                  |
| Brücke über Wasserlauf |                   | Kamita-gawa                  | Kamita-gawa            |
| Bahnhof | 12,7              | Sugiyama (杉山)              | 1924–                  |
| Haltepunkt / Haltestelle | 14,0              | Yagumadai (やぐま台)         | 1924–                  |
| Haltepunkt / Haltestelle | 15,6              | Toshima (豊島)               | 1924–                  |
| ehemaliger Haltepunkt / Haltestelle | 16,7              | Tenpaku (天白)               | Tenpaku (天白)         |
| Betriebsstelle Streckenanfang und quer (Strecke außer Betrieb) · Abzweig geradeaus und ehemals von rechts |                   | Taiheiyo Cement              | Taiheiyo Cement        |
| Bahnhof | 17,1              | Kanbe (神戸)                 | 1989–                  |
| ehemaliger Haltepunkt / Haltestelle | 17,6              | Kanbe (神戸)                 | 1940–                  |
| Brücke über Wasserlauf |                   | Shio-kawa                    | Shio-kawa              |
| Kopfbahnhof Strecke ab hier außer Betrieb | 18,0              | Mikawa-Tahara (三河田原)     | 1926–                  |
| Haltepunkt / Haltestelle (Strecke außer Betrieb) | 19,4              | Kaji (加治)                  | 1926–1944              |
| Kopfbahnhof Streckenende (Strecke außer Betrieb) | 20,8              | Kurokawabara (黒川原)        | 1926–1944              |

Die Atsumi-Linie (jap. 渥美線, Atsumi-sen) ist eine Eisenbahnstrecke auf der japanischen Insel Honshū, die von der Bahngesellschaft Toyohashi Tetsudō (Toyotetsu) betrieben wird. In der Präfektur Aichi verbindet sie das Stadtzentrum von Toyohashi mit Tahara auf der Atsumi-Halbinsel.

## Beschreibung

Karte der Atsumi-Linie mit unvollendeten Erweiterungen

Die in Kapspur (1067 mm) verlegte Atsumi-Linie ist 18,0 km lang und mit 1500 V Gleichspannung elektrifiziert. Sie bedient 16 Bahnhöfe und Haltestellen, die Höchstgeschwindigkeit beträgt 85 km/h. Nördlicher Ausgangspunkt ist der Bahnhof Shin-Toyohashi, der unmittelbar neben dem größeren Bahnhof Toyohashi steht. Es gibt dort eine Gleisverbindung zur parallel verlaufenden Tōkaidō-Hauptlinie, die aber mehrere Rangiermanöver erfordert und deshalb kaum genutzt wird.
Zunächst folgt die Strecke in südöstlicher Richtung der Tōkaidō-Hauptlinie und biegt dann nach Süden ab, um diese zu überqueren und gleich anschließend die Tōkaidō-Shinkansen zu unterqueren. Kurz hinter dem Bahnhof Koike befindet sich der einzige Tunnel, mit dem eine vielbefahrene Hauptstraße unterquert wird. Nach der Überbrückung des Flusses Umeda wendet sich die Strecke nach Südwesten und später nach Westen. Der Endbahnhof Mikawa-Tahara steht etwa in der Mitte der Atsumi-Halbinsel.

## Züge
Auf der Atsumi-Linie verkehren die Züge in der Regel von 6 Uhr morgens bis nach 23 Uhr abends. Den ganzen Tag über wird ein fester 15-Minuten-Takt angeboten. Alle Züge befahren die gesamte Strecke, Zugkreuzungen sind an acht Orten möglich.
Seit dem Jahr 2000 besteht der Fuhrpark aus zehn dreiteiligen Triebzügen der Baureihe 1800. Sie wurden von J-TREC gefertigt, sind für den Einmannbetrieb eingerichtet und basieren auf der Baureihe 7200 der Bahngesellschaft Tōkyū Dentetsu. Jeder Triebzug ist seit 2013 in einer anderen Farbe angestrichen; diese symbolisiert jeweils eine auf der Atsumi-Halbinsel vorkommende Blume bzw. Blüte.

## Geschichte

Logo der Atsumi Dentetsu

Eine Gruppe lokaler Geschäftsleute ersuchte um eine Konzession für den Bau einer elektrischen Nebenbahn von Toyohashi nach Fukue an der Westspitze der Atsumi-Halbinsel und erhielt diese im April 1921 zugesprochen. Daraufhin erfolgte am 6. März 1922 die Gründung der privaten Bahngesellschaft Atsumi Dentetsu (渥美電鉄, dt. „Elektrische Bahn Atsumi“), die einige Zeit später mit dem Streckenbau begann. In kurzer Folge gingen mehrere Abschnitte in Betrieb: von Takashi nach Toshima am 22. Januar 1924, von Toshima nach Kambe am 8. März 1924, von Shidanguchi nach Takashi am 25. April 1924, von Kambe nach Mikawa-Tahara am 10. Juni 1924, von Hanada nach Shidanguchi am 1. Mai 1925 und von Mikawa-Tahara nach Kurokawabara am 10. April 1926. Die nördliche Endstation Hanada war nur provisorisch. Dies änderte sich am 1. Oktober 1927, als die Bahnstrecke nach dem Erwerb der dafür notwendigen Grundstücke um rund vierhundert Meter zum Bahnhof Shin-Toyohashi verlängert werden konnte.
Wegen Geldmangels konnte die Atsumi Dentetsu den Bau des Abschnitts zwischen Mikawa-Tahara und Fukue nie in Angriff nehmen, sodass die Konzession im Oktober 1937 erlosch. Am 1. September 1940 ging die Bahngesellschaft in den Besitz des konkurrierenden Unternehmens Meitetsu über. Während des Pazifikkriegs konzentrierte die Kaiserlich Japanische Armee ihre Forschungseinrichtungen an der Westspitze der Atsumi-Halbinsel. Es war geplant, diese mit einer Bahnstrecke ab Kurokawabara zu erschließen, weshalb das Eisenbahnministerium mit Vermessungsarbeiten begann; zu einem späteren Zeitpunkt sollte die bestehende Strecke verstaatlicht werden. Aufgrund des Kriegsverlaufs kam es jedoch nie dazu. Die Regierung sah sich sogar gezwungen, den Abschnitt zwischen Mikawa-Tahara und Kurokawabara am 5. Juni 1944 stillzulegen und die Schienen daraufhin abzubauen, um sie an strategisch wichtigeren Orten zu verwenden.
Im Rahmen einer Umstrukturierung innerhalb der Meitetsu-Gruppe übernahm die neu gebildete Gesellschaft Toyohashi Tetsudō am 1. Oktober 1954 den Betrieb der Atsumi-Linie. Sie bot ab 1965 Expresszüge während der Hauptverkehrszeit, gab diese aber zwanzig Jahre später auf. Am 1. Februar 1984 stellte sie den Güterverkehr ein. Mit der Einführung neuer Triebwagen wurde die Fahrdrahtspannung am 2. Juli 1997 von bisher 600 V auf 1500 V erhöht. 2013 erhielt der Bahnhof Mikawa-Tahara ein neues Empfangsgebäude, entworfen vom renommierten Architekten Tadao Andō.

## Liste der Bahnhöfe
| Name                          | km   | Anschlusslinien | Lage   | Ort       |
| ----------------------------- | ---- | --- | ------ | --------- |
| Shin-Toyohashi (新豊橋)       | 00,0 | im Bhf. Toyohashi: Tōkaidō-Shinkansen Tōkaidō-Hauptlinie Iida-Linie Meitetsu Nagoya-Hauptlinie Straßenbahn Toyohashi | Koord. | Toyohashi |
| Yagyubashi (柳生橋)           | 01,0 | | Koord. | Toyohashi |
| Koike (小池)                  | 01,7 | | Koord. | Toyohashi |
| Aichidaigaku-mae (愛知大学前) | 02,5 | | Koord. | Toyohashi |
| Minami-Sakae (南栄)           | 03,2 | | Koord. | Toyohashi |
| Takashi (高師)                | 04,3 | | Koord. | Toyohashi |
| Ashihara (芦原)               | 05,3 | | Koord. | Toyohashi |
| Ueta (植田)                   | 06,3 | | Koord. | Toyohashi |
| Mukougaoka (向ヶ丘)           | 07,1 | | Koord. | Toyohashi |
| Ōshimizu (大清水)             | 08,5 | | Koord. | Toyohashi |
| Oitsu (老津)                  | 10,7 | | Koord. | Toyohashi |
| Sugiyama (杉山)               | 12,7 | | Koord. | Toyohashi |
| Yagumadai (やぐま台)          | 14,0 | | Koord. | Tahara    |
| Toshima (豊島)                | 15,6 | | Koord. | Tahara    |
| Kambe (神戸)                  | 17,1 | | Koord. | Tahara    |
| Mikawa-Tahara (三河田原)      | 18,0 | | Koord. | Tahara    |